# مكلارين جي تي
مكلارين جي تي هي سيارة رياضية من تصميم وتصنيع شركة مكلارين البريطانية، تم الكشف عنها في عام 2019.